# Rhythm & Blonde
Rhythm & Blonde är ett studioalbum av Louise Hoffsten, släppt 24 mars 1993. Det placerade sig som högst på andra plats på den svenska albumlistan.

## Låtlista
| Nr           | Titel                                                  | Längd |
| ------------ | ------------------------------------------------------ | ----- |
| 1.           | Hit Me With Your Lovething (Freddie Wadling medverkar) | 3:02  |
| 2.           | Let the Best Man Win                                   | 4:48  |
| 3.           | Padded Bra                                             | 4:01  |
| 4.           | Never Gonna Be Your Lady                               | 4:26  |
| 5.           | All About Numbers                                      | 2:59  |
| 6.           | When the Blue is Gone                                  | 4:12  |
| 7.           | For Your Love                                          | 4:11  |
| 8.           | New Religion                                           | 3:34  |
| 9.           | Dead Town (Freddie Wadling medverkar)                  | 3:50  |
| 10.          | Sweet Tooth                                            | 4:13  |
| 11.          | Seasons of Love                                        | 4:08  |
| 12.          | Forbidden Fruit                                        | 3:02  |
| 13.          | The Only Thing I Got                                   | 1:06  |
| Total längd: | Total längd:                                           | 47:32 |

## Listplaceringar
| Lista (1993-1994) | Topplacering |
| ----------------- | ------------ |
| Sverige           | 2            |